# 1931 no cinema

## Eventos
- Estreia nos Estados Unidos da América, o filme Drácula de Tod Browning.

## Principais filmes estreados
- À nous la liberté, de René Clair
- La chienne, de Jean Renoir, com Michel Simon
- City Lights, de e com Charles Chaplin e com Virginia Cherrill
- Coisas Nossas, de Wallace Downey
- Die 3 Groschen-Oper, de Georg Wilhelm Pabst
- Dishonored, de Josef von Sternberg, com Marlene Dietrich e Victor McLaglen
- Douro, Faina Fluvial, curta-metragem documental de Manoel de Oliveira
- Dr. Jekyll and Mr. Hyde, de Rouben Mamoulian, de Fredric March e Miriam Hopkins
- Dracula, de Tod Browning, com Bela Lugosi
- Emil und die Detektive, de Gerhard Lamprecht
- Frankenstein, de James Whale, com Colin Clive e Boris Karloff
- A Free Soul, de Clarence Brown, com Norma Shearer, Leslie Howard, Lionel Barrymore e Clark Gable
- The Front Page, de Lewis Milestone, com Adolphe Menjou e Pat O'Brien
- Girls About Town, de George Cukor, com Kay Francis e Joel McCrea
- Indiscreet, de Leo McCarey, com Gloria Swanson
- Iron Man, de Tod Browning, com Lew Ayres e Jean Harlow
- Kameradschaft, de Georg Wilhelm Pabst
- Limite, de Mário Peixoto
- Little Caesar, de Mervyn LeRoy, com Edward G. Robinson e Douglas Fairbanks Jr.
- M - Eine Stadt sucht einen Mörder, de Fritz Lang, com Peter Lorre e Gustaf Gründgens
- Mata Hari, com Greta Garbo, Ramón Novarro e Lionel Barrymore
- Mulher, de Otávio Gabus Mendes, com Carmen Violeta e Celso Montenegro
- Le million, de René Clair
- O Babão, de Luiz de Barros, com Genésio Arruda, Luly Málaga e Tom Bill
- O Mistério do Dominó Preto, de e com Cléo de Verberena
- The Miracle Woman, de Frank Capra, com Barbara Stanwyck
- Monkey Business, de Norman Z. McLeod, com Groucho, Harpo, Chico e Zippo Marx
- Night Nurse, de William A. Wellman, com Barbara Stanwyck e Clark Gable
- Le parfum de la dame en noir, de Marcel L'Herbier
- Platinum Blonde, de Frank Capra, com Loretta Young e Jean Harlow
- Possessed, com Joan Crawford e Clark Gable
- The Public Enemy, de William A. Wellman, com James Cagney e Jean Harlow
- Rich and Strange, de Alfred Hitchcock, com Henry Kendall e Joan Barry
- A Severa, de José Leitão de Barros
- The Smiling Lieutenant, de Ernst Lubitsch, com Maurice Chevalier e Claudette Colbert
- Street Scene, de King Vidor
- Tabu, a Story of the South Seas, de F. W. Murnau e Robert J. Flaherty
- Tokyo no kôrasu, de Yasujiro Ozu
- Tonight or Never, de Mervyn LeRoy, com Gloria Swanson e Melvyn Douglas
- Waterloo Bridge, de James Whale, com Mae Clarke e Bette Davis

## Nascimentos
| Data            | Nome                    | Profissão                                                                 | Nacionalidade                     | Observações | Ref |
| --------------- | ----------------------- | ------------------------------------------------------------------------- | --------------------------------- | ----------- | --- |
| 23 de janeiro   | Rubens Correia          | ator e realizador                                                         | Brasil                            | m. 1996     |     |
| 8 de fevereiro  | James Dean              | ator                                                                      | Estados Unidos                    | m. 1955     |     |
| 15 de fevereiro | Claire Bloom            | atriz                                                                     | Reino Unido                       |             |     |
| 18 de março     | Chalong Pakdeevijit     | diretor de cinema e televisão, produtor, diretor de fotografia e dublador | Tailândia                         | m. 2024     |     |
| 22 de março     | William Shatner         | ator                                                                      | Canadá                            |             |     |
| 26 de março     | Leonard Nimoy           | ator                                                                      | Estados Unidos                    |             |     |
| 27 de março     | David Janssen           | ator                                                                      | Estados Unidos                    | m. 1980     |     |
| 2 de abril      | Mauro Mendonça          | ator                                                                      | Brasil                            |             |     |
| 13 de abril     | Robert Enrico           | realizador e roteirista                                                   | França                            | m. 2001     |     |
| 28 de abril     | Nair Bello              | atriz                                                                     | Brasil                            | m. 2007     |     |
| 8 de maio       | Adelaide Chiozzo        | atriz e cantora                                                           | Brasil                            |             |     |
| 10 de maio      | Ettore Scola            | realizador                                                                | Itália                            |             |     |
| 14 de maio      | Zoltán Huszárik         | ator e realizador                                                         | Hungria                           | m. 1981     |     |
| 28 de maio      | Carroll Baker           | atriz                                                                     | Estados Unidos                    |             |     |
| 5 de junho      | Jacques Demy            | realizador                                                                | França                            | m. 1990     |     |
| 14 de junho     | Marla Gibbs             | atriz                                                                     | Estados Unidos                    |             |     |
| 20 de junho     | Olympia Dukakis         | atriz                                                                     | Estados Unidos                    |             |     |
| 1 de julho      | Leslie Caron            | atriz                                                                     | França                            |             |     |
| 4 de julho      | Stephen Boyd            | ator                                                                      | Irlanda do Norte / Estados Unidos | m. 1977     |     |
| 5 de julho      | António de Macedo       | realizador                                                                | Portugal                          |             |     |
| 24 de julho     | Ermanno Olmi            | realizador                                                                | Itália                            |             |     |
| 1 de agosto     | Isabel de Castro        | atriz                                                                     | Portugal                          | m. 2005     |     |
| 22 de agosto    | Ruy Guerra              | realizador                                                                | Portugal / Brasil                 |             |     |
| 4 de setembro   | Mitzi Gaynor            | atriz, cantora e dançarina                                                | Estados Unidos                    |             |     |
| 9 de setembro   | Zoltán Latinovits       | ator                                                                      | Hungria                           | m. 1976     |     |
| 12 de setembro  | Ian Holm                | ator                                                                      | Reino Unido                       |             |     |
| 14 de setembro  | Alain Cavalier          | realizador                                                                | França                            |             |     |
| 17 de setembro  | Anne Bancroft           | atriz                                                                     | Estados Unidos                    | m. 2005     |     |
| 29 de setembro  | Anita Ekberg            | atriz                                                                     | Suécia                            |             |     |
| 30 de setembro  | Angie Dickinson         | atriz                                                                     | Estados Unidos                    |             |     |
| 19 de outubro   | Rubens de Falco         | ator                                                                      | Brasil                            | m. 2008     |     |
| 25 de outubro   | Annie Girardot          | atriz                                                                     | França                            |             |     |
| 3 de novembro   | Monica Vitti            | atriz                                                                     | Itália                            |             |     |
| 6 de novembro   | Mike Nichols            | realizador                                                                | Estados Unidos                    |             |     |
| 18 de novembro  | Henrique Espírito Santo | produtor                                                                  | Portugal                          |             |     |
| 19 de novembro  | Fábio Sabag             | ator, diretor e produtor                                                  | Brasil                            |             |     |
| 28 de novembro  | Hope Lange              | atriz                                                                     | Estados Unidos                    | m. 2003     |     |
| 11 de dezembro  | Rita Moreno             | cantora, dançarina e actriz                                               | Porto Rico                        |             |     |
| 29 de dezembro  | Rebecca Pan             | cantora e actriz                                                          | China                             |             |     |

## Mortes
| Data            | Nome                     | Profissão                    | Nacionalidade  | Observações | Ref |
| --------------- | ------------------------ | ---------------------------- | -------------- | ----------- | --- |
| 18 de fevereiro | Louis Wolheim            | ator                         | Estados Unidos | n. 1880     |     |
| 11 de março     | Friedrich Wilhelm Murnau | realizador                   | Alemanha       | n. 1888     |     |
| 18 de setembro  | Aurélio Paz dos Reis     | pioneiro do cinema português | Portugal       | n. 1862     |     |